# Chris Eagles
Chris Eagles (Hemel Hempstead, Inglaterra, Reino Unido, 19 de noviembre de 1985) es un futbolista inglés. Juega de centrocampista y se encuentra sin equipo tras rescindir su contrato con el Oldham Athletic de Inglaterra.

## Clubes
| Club                               | País         | Año       |
| ---------------------------------- | ------------ | --------- |
| Manchester United F. C.            | Inglaterra   | 2003-2008 |
| Watford F. C. (cedido)             | Inglaterra   | 2005      |
| Sheffield Wednesday F. C. (cedido) | Inglaterra   | 2005      |
| Watford F. C. (cedido)             | Inglaterra   | 2006      |
| NEC Nijmegen (cedido)              | Países Bajos | 2006      |
| Burnley F. C.                      | Inglaterra   | 2008-2011 |
| Bolton Wanderers F. C.             | Inglaterra   | 2011-2014 |
| Blackpool F. C.                    | Inglaterra   | 2014-2015 |
| Charlton Athletic F. C.            | Inglaterra   | 2015      |
| Bury F. C.                         | Inglaterra   | 2015-2016 |
| Accrington Stanley F. C.           | Inglaterra   | 2016-2017 |
| Port Vale                          | Inglaterra   | 2017      |
| Ross County F. C.                  | Escocia      | 2017-2018 |
| Oldham Athletic A. F. C.           | Inglaterra   | 2019-2020 |

## Palmarés

### Campeonatos nacionales
| Título              | Club              | País       | Año  |
| ------------------- | ----------------- | ---------- | ---- |
| FA Community Shield | Manchester United | Inglaterra | 2007 |